# What Is and What Should Never Be
What Is and What Should Never Be är en sång inspelad av den brittiska rockgruppen Led Zeppelin 1969 på albumet Led Zeppelin II. Låten handlar om en romans som Robert Plant hade med sin frus yngre syster.